# Robec
Le Robec est une petite rivière de la Seine-Maritime, affluent de la Seine, voisine de l'Aubette au sud et du Cailly au nord-ouest.

## Hydronymie
Le nom du ruisseau (hydronyme) est attesté au Moyen Âge sous les formes Rodobech vers 1020 et Rodhebec en 1024 et présente une homonymie avec Rødbæk au Danemark.
Il est issu du norrois rauðr bekkr « rouge ruisseau ». L'appellatif toponymique bec, issu du vieux scandinave, est à l'origine du nom de nombreux cours d'eau, villages et villes de Normandie en -bec ou plus simplement le Bec (cf. Bolbec, Orbec, le [ou la] Sébec, le Bec-Hellouin, Foulbec, Houlbec, etc.). Le premier élément rauðr > Rod- est sans rapport avec Ro- du lieu homophone de Robecq (Pas-de-Calais, Rosbeccam 1104) qui représente le nom vieux bas francique du roseau, * raus (> ancien français ros, diminutif rosel > roseau) dont l'homonyme étymologique est Rebets (Rosbacium 854) dans la Seine-Maritime. Par contre, on rencontre rauðr vraisemblablement dans Rouelles (Rotuella, Rodewella en 1035), associé également à un élément hydrique : wella ou vella « source ». La couleur rouge évoque peut-être l'argile charriée par le ruisseau, voire le sang des victimes du siège de Rouen par les Vikings selon une légende.

## Géographie
Le Robec prend sa source à Fontaine-sous-Préaux, petite commune située à l'est de l'agglomération rouennaise, concentrant les eaux de ruissellement provenant du plateau. Il s'écoule ensuite, selon une direction générale nord / sud, jusqu'à Darnétal dans une vallée présentant encore un caractère rural malgré une forte densification de l'habitat urbain. À partir de son entrée dans cette dernière commune, le cours d'eau pénètre dans une zone fortement urbanisée qui présentait autrefois une très forte concentration d'entreprises industrielles. Au niveau de la rue Charles-Benner, les eaux du Robec se mêlent à celle d'autre petite rivière, l'Aubette. Au-delà de cette confluence, le tracé devient complexe car même si les eaux sont mélangées, il subsiste deux lits ; le lit mineur, au sud, étant appelé Aubette, le lit majeur, au nord, Robec. Peu après, en aval, près du moulin de Saint-Paul, se situe un ancien système de partage des eaux dénommé le Choc où des vannages permettent un transfert des eaux des deux rivières. Passés, ce lieu, le Robec et l'Aubette reprennent chacun un cours spécifique, le premier nommé longe la rue des Petites-Eaux-du-Robec, pénètre à Rouen suivant un cours ancien et artificiel jusqu'à la place Saint-Hilaire. Au-delà de cette dernière, le Robec coule dans des canalisations souterraines en centre-ville de la métropole normande avant de se jeter dans la Seine, en face de l'île Lacroix, après un cours de 9,3 km.
La rivière, partiellement recouverte en 1880, a été enterrée entre 1938 et 1941, c'est-à-dire canalisée et détournée dans des conduits enfouis sous terre. Cependant, un cours d'eau artificiel, actionné par un système de pompe et alimenté par l'eau de la ville, a été reconstitué rue Eau-de-Robec en surface de son cours traditionnel.

### Communes traversées
Dans le seul département de la Seine-Maritime, le Robec traverse les cinq communes suivantes, de l'amont vers l'aval, de Fontaine-sous-Préaux, Saint-Martin-du-Vivier, Roncherolles-sur-le-Vivier, Darnétal, Rouen (confluence).

### Bassin versant
Le Robec traverse une seule zone hydrographique « L'Aubette de sa source au confluent de la Seine (exclu) » (H502) de 152 km2. Ce bassin versant est constitué à 58,99 % de « territoires agricoles », 21,50 % de « forêts et milieux semi-naturels », 19,51 % de « territoires artificialisés ».

### Organisme gestionnaire
L'organisme gestionnaire est le syndicat mixte du SAGE Cailly-Aubette-Robec, des bassins versants du Cailly, de l'Aubette et du Robec, créé en novembre 2006, s'étend sur 409 km2 et soixante-dix (70) communes,.

## Histoire

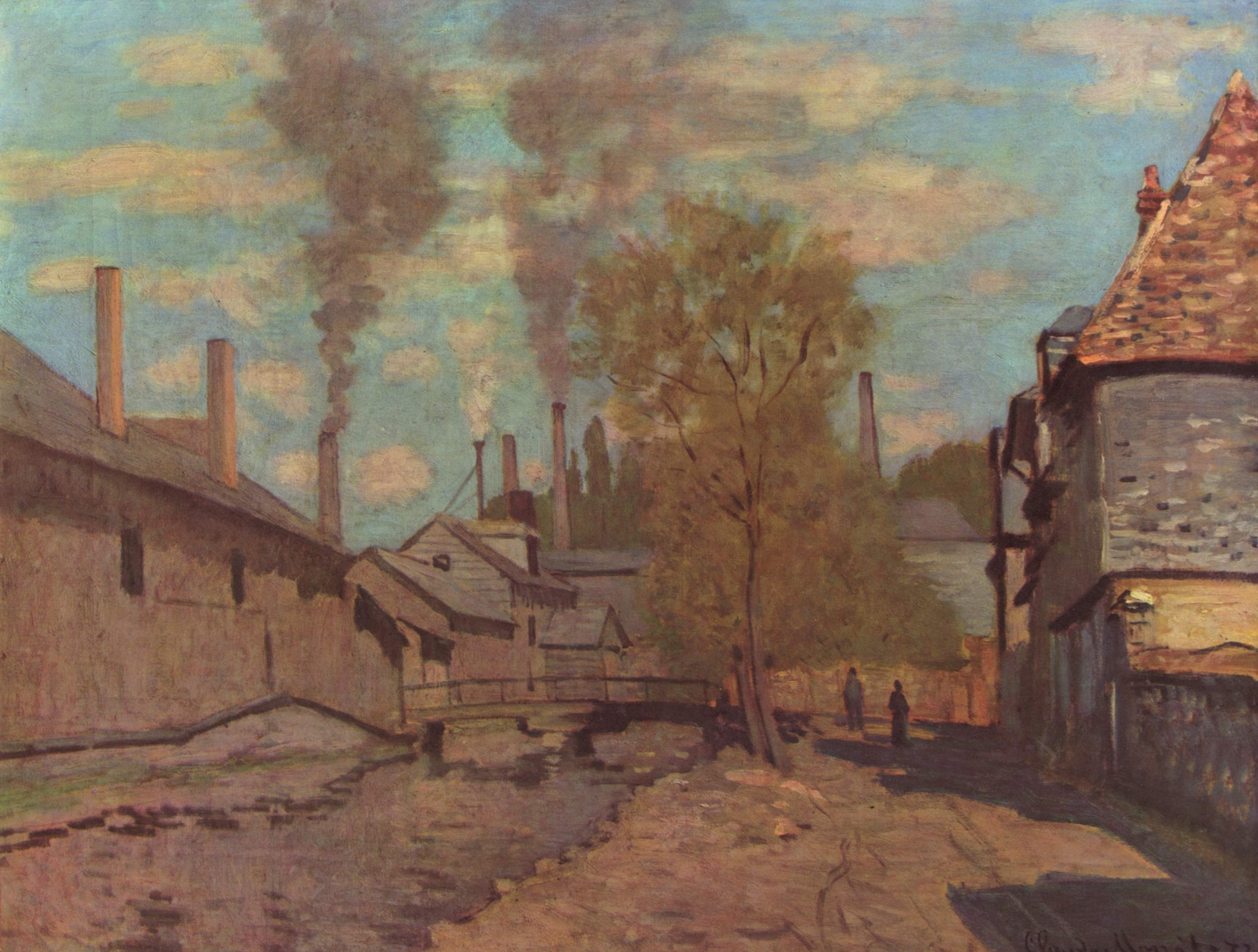
Le Ruisseau de Robec à Rouen, huile sur toile de Claude Monet réalisée en 1872 et conservée au musée d'Orsay à Paris.

De Darnétal à Rouen, la rivière a joué un rôle important dans le développement économique de la cité.
À cheval sur les deux communes se dressent les murs de briques rouge sombre de l'actuelle École nationale supérieure d'architecture de Normandie. C'est une ancienne fabrique caractéristique du style industriel du XIXe siècle. Un entrepreneur, Lucien Fromage, y produisait une fibre élastique destinée à la fabrication des bretelles.
Des moulins disposés dans le lit du cours d'eau fournirent jusqu'au XXe siècle la force motrice nécessaire au fonctionnement des meules destinées à moudre le grain pour le réduire en farine, à broyer les écorces de chêne pour produire la poudre de tan (pour tanner) et à broyer les plantes tinctoriales pour créer des teintures. Certains ont fait fonctionner des foulons ou des machines à coudre.
En 1828, sur la partie proprement rouennaise du cours du Robec, on ne comptait pas moins de seize moulins. Ils arrêtèrent de fonctionner l'un après l'autre avec l'avènement de la machine à vapeur.
Le moulin le plus ancien, qui comme beaucoup d'autres a changé souvent de destination, est celui de la Pannevert situé au Carrefour du Cat Rouge (Ruelles du Carrouge en 1529, Archives départementales de la Seine-Maritime, Tab. Rouen, ancien français carrouge « carrefour »  cf. Carrouges), dont les origines remonteraient au XIIe siècle, un document le mentionne effectivement en 1199, l'année même du décès de Richard Cœur de Lion, duc de Normandie.
En face se situe un four à pain traditionnel, caractéristique de la technique de construction à colombage employée en Haute-Normandie. Il est encore utilisé aujourd'hui par une association pour la sauvegarde du patrimoine qui y cuit du pain une fois par semaine.
Des vestiges de la chartreuse Notre-Dame-de-la-Rose ont été préservés en contrebas du cours de la rivière, dont l'ancien séchoir. Cet établissement religieux fondé au XIe siècle comptait une quinzaine de moines chartreux. Il a périclité dès le début du XVIIIe siècle. Henry V d'Angleterre s'y installa avec sa suite en 1418 - 1419, lors du siège qui vit la chute de Rouen. Aux XVIe siècle, l'établissement servit à nouveau aux troupes anglaises qui vinrent prêter main-forte aux protestants rouennais.
Le moulin des Dames de Saint-Amand tient son nom de l'abbaye des bénédictines de Saint-Amand fondée en 1030. Ce monastère était jadis situé non loin de l'abbaye de Saint-Ouen, où il en subsiste d'ailleurs quelques éléments. Sous l'Ancien Régime, seuls la ville de Rouen, le clergé et la noblesse avaient le droit de moudre le blé et ce moulin faisait fonctionner plusieurs meules. Au milieu du XIXe siècle, l'établissement, devenu privé, est rebâti en brique sombre sur le modèle anglais. Il fait faillite à la fin du même siècle et va être converti en fabrique textile. La force hydraulique entraîne une quarantaine de machines à coudre. Puis, avec l'abandon de ce mode d'énergie, la bâtisse va continuer d'être utilisée par l'industrie textile jusque dans les années 1980.

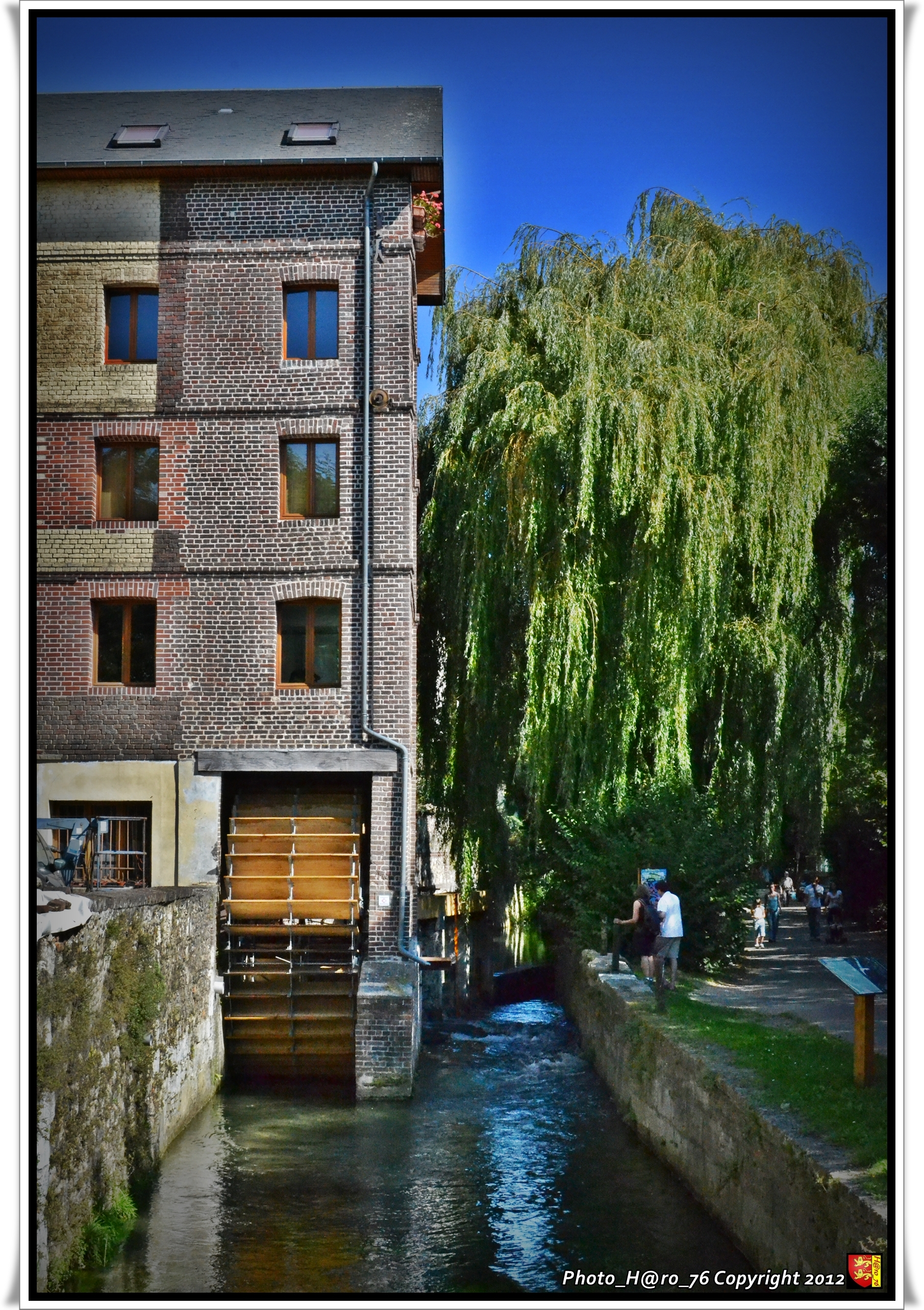
Moulin des Dames de Saint-Amand.

Lors des Journées européennes du patrimoine caché des 15 et 16 septembre 2012, les vannages restaurés et une nouvelle roue à aubes ont été mis en service au moulin des Dames de Saint-Amand.
La présence de la rivière attire aussi des teinturiers, dont l'activité est mentionnée dès le XIIe siècle, sans doute est-elle antérieure, mais on n'en conserve pas trace. Les « garanciers » et les « voiderons » se partageaient le privilège de teindre en rouge pour les premiers et en bleu pour les seconds à heures fixes, les eaux de la rivière.

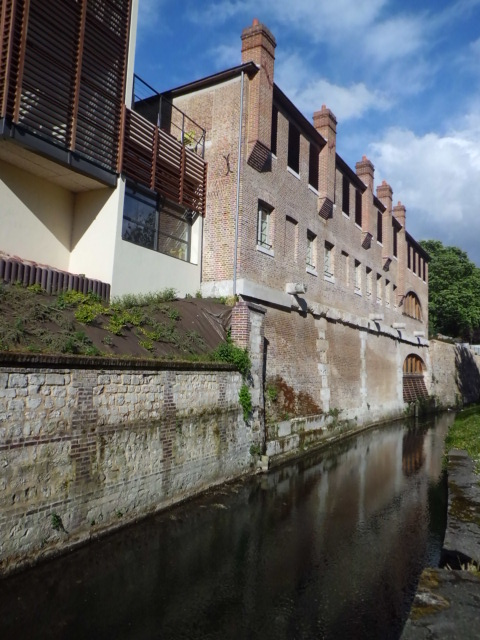
Le Robec et l'ancienne teinturerie Auvray.

Parmi eux se distingue Jean-Baptiste-François Auvray, gendre d'un certain Vincent qui dès 1756 obtient un rouge d'une excellente qualité presque capable de rivaliser avec le rouge d'Andrinople en Turquie. J.-B. Auvray hérite donc du procédé qui va lui permettre de faire fortune en établissant une teinturerie moderne pour l'époque sur la partie rouennaise du Robec, quartier Saint-Hilaire. Ces bâtiments sont construits dans la seconde moitié du XVIIIe siècle, avant la Révolution française. L'essentiel du bâti se compose de l'importante maison du fabricant, qui a peut-être abrité aussi des ateliers et de la teinturerie proprement dite, directement située au bord de la rivière.
Contrairement au moulin des Dames de Saint-Amand, la brique utilisée ici est plus rouge, car elle est cuite non pas au charbon mais au feu de bois. Une partie moderne a été adjointe à l'ensemble des bâtiments qui ont été rénovés dans les années 2000 pour accueillir l'Auberge de jeunesse en 2010.

## Aménagement
Le SAGE des vallées du Cailly, du Robec et de l'Aubette est en cours d'élaboration. Il portera notamment sur la lutte contre les inondations dont ces trois vallées ont été victimes ces dernières années.

## Pêche et AAPPMA
Le Robec est un cours d'eau de première catégorie.

## ZNIEFF
Les zones humides dans le bassin versant du Robec représentent une superficie de 10,46 hectares et essentiellement sur deux les communes de Fontaine-sous-Préaux et Saint-Martin-du-Vivier donc en Robec amont.
Dix ZNIEFF sont référencées dans le bassin du Robec, avec neuf de type 1 et une de type 2.